# Il signor G
| Recensione | Giudizio       |
| ---------- | -------------- |
| Ondarock   | Pietra miliare |

Il signor G è un album di Giorgio Gaber pubblicato nel 1970.

## Il disco
L'album è la registrazione dal vivo dell'omonimo spettacolo (messo in scena durante la stagione teatrale 1970-1971), effettuata negli Studi Regson di Milano il 6 ottobre 1970; il tecnico del suono è Gianluigi Pezzera, mentre la realizzazione è a cura di Claudio Celli.
In questo disco per la prima volta i brani cantati si alternano ai monologhi recitati dallo stesso Gaber, secondo una formula tipica di quasi tutti gli album che testimonieranno i suoi spettacoli negli anni settanta e ottanta.
I pezzi sono tutti di Gaber e Sandro Luporini (anche se nel disco originale sono tutti firmati dal solo Gaber, in quanto Luporini non era ancora iscritto alla SIAE), tranne Suona chitarra (di Gaber e Federico Monti Arduini) e Il signor G sul ponte (di Gaber e Giuseppe Tarozzi), Le nostre serate (Gaber e Umberto Simonetta), e la prosa Preghiera (di Tarozzi).
Gli arrangiamenti sono di Giorgio Casellato.
Alcune canzoni erano già state pubblicate:
- Suona chitarra era uscita come 45 giri nel 1967 (lato B: Al bar del Corso), e presentata al Festival delle Rose in abbinamento con Pippo Franco, quindi inclusa nell'album L'asse di equilibrio.
- Eppure sembra un uomo era già stata pubblicata nel 1968 nell'LP L'asse di equilibrio, con testo parzialmente diverso.
- Le nostre serate era uscita nel 1963 (sigla della trasmissione TV "Canzoniere minimo"; lato B: Gli imbroglioni), quindi inclusa nell'album Le canzoni di Giorgio Gaber (1964).
- Com'è bella la città era uscita nel 1969 (lato B: Chissà dove te ne vai).
- Maria Giovanna era uscita sempre nel 1970, come lato B del singolo L'ultima bestia).
- L'orgia, qui solo recitata, era uscita come canzone vera e propria, fornita di musica, come lato B del singolo Barbera e champagne (1970).

Nel 2003 l'album è stato ripubblicato in un CD doppio, insieme a I borghesi.

## Tracce

### Disco 1
LATO A
1. Prologo: Suona chitarra - 3:35
2. Prima ricorrenza: Il signor G nasce - 2:39
3. Giuoco di bambini: Io mi chiamo G (prosa) - 2:26
4. Eppure sembra un uomo - 2:45

LATO B
1. Una storia normale: Il signor G e l'amore - 3:10
2. G accusa (prosa) - 0:45
3. Il signor G dalla parte di chi - 3:22
4. Il signor G sul ponte - 3:06
5. L'orgia: ore 22 secondo canale (prosa) - 1:28

### Disco 2
LATO A
1. Le nostre serate - 2:57
2. Com'è bella la città - 3:39
3. Il signor G incontra un albero (parzialmente prosa)- 2:40
4. Vola, vola: Il signor G e le stagioni - 2:33

LATO B
1. Preghiera (prosa)- 1:22
2. Io credo: Autoritratto di G - 3:10
3. Maria Giovanna - 3:55
4. Seconda ricorrenza: Il signor G muore - 3:37